# ГЕС Баїна Башта
ГЕС Баїна Башта — гідроелектростанція на заході Сербії у Златиборському окрузі, споруджена на річці Дрина (права притока Сави), яка утворює кордон між Сербією та Боснією. Становить середній ступінь в каскаді, розташована між ГЕС Вишеград (Боснія, вище за течією) та ГЕС Зворник. Станом на середину 2010-х років є другою за потужністю гідроелектростанцією Сербії (без урахування ГАЕС), поступаючись лише станції «Залізні ворота І» на Дунаї.
Для спорудження станції річку перекрили гравітаційною греблею із пористого бетону висотою 90,5 метра, довжиною 461 метр, шириною від 6 (по гребеню) до 90 метрів. Під час її будівництва були виконані земляні роботи в обсязі 1,5 млн м3 та використано 995 тис. м3 бетону. Це створило водосховище довжиною 50 км з об'ємом 340 млн м3.
Машинний зал виконаний у пригреблевому варіанті біля правого берега річки. Він обладнаний чотирма турбінами типу Френсіс одиничною потужністю по 91,5 МВт, введеними в експлуатацію у період з 1966 по 1968 роки. При середньому напорі у 66 метрів це забезпечує виробництво 1,5 млрд кВт·год на рік.